# MY NAME IS KAI-KAI DVD-BOXII
MY NAME IS KAI-KAI DVD-BOXIIは、2006年3月に新星堂・TSUTAYAにて先行発売され、5月17日に一般発売された甲斐よしひろの映像作品。

## 概要
1999年～2003年までにファンクラブ限定で販売されていたライブビデオ（『ROCKUMENT』以外）のDVD化。ボックスセット第二弾。25周年記念ライブ『KAI YOSHIHIRO LIVE IN 飛天 DELUXE』、一人きり甲斐よしひろ『My Name is KAI』、自身の活動を3期に区切ったシリーズライブ『Series Of Dreams Tour Vol.1～3』、そして、甲斐バンドのドラマー松藤英男とのユニット松藤×甲斐のライブ『東京キネマ倶楽部 LIVE/松藤×甲斐』が収録されている。
また、特典としてビデオでは未収録だった「セイ!ヤング21」のラジオOA中の秘蔵未発表映像と全28ページ豪華ブックレットがついている。主にECサイト等で販売された。
発売元・レーベルは、所属事務所『甲斐オフィス』内にあるファンクラブ『BEAT VISION』で、販売元は力塾。品番はKAID-1～6。全ディスク、デジタルリマスタリング。

## Disc.1『KAI YOSHIHIRO LIVE IN 飛天 DELUXE』（KAID-1）
- 1999年11月13日、デビュー25周年を記念して、飛天の間で開催されたプレミアムライヴ。（※ファンクラブ限定で販売されたビデオ版は、5曲目が『ダイナマイトが150屯』だったが本作ではカットされている。）

1. 電光石火BABY
2. ダニーボーイに耳をふさいで～渇いた街（Medley）
3. ナイト・ウェイブ
4. BLUE LETTER
5. レイン
6. against the wind
7. ミッドナイト・プラスワン～I.L.Y.V.M～レイニードライブ（Medley）
8. 風の中の火のように
9. 幻惑されて
10. きんぽうげ
11. 裏切りの街角
12. トレーラー・ハウスで
13. LADY
14. 氷のくちびる
15. 翼あるもの
16. 冷血（コールド・ブラッド）
17. HERO（ヒーローになる時、それは今）
18. 100万$ナイト
19. この夜にさよなら

## Disc.2『My name is KAI  Kai Yoshihiro Solo Tour 2000』（KAID-2）
- 2000年に開催されたソロツアー『一人きり甲斐よしひろ・My name is KAI』ライヴの模様を収録。

1. ブライトン・ロック
2. 冷血（コールド・ブラッド）
3. 東京の一夜
4. 薔薇色の人生
5. 観覧車
6. against the wind
7. 嵐の季節
8. 風の中の火のように
9. 十九の春
10. 翼あるもの
11. 熱狂（ステージ）
12. 最後の夜汽車
13. CRY

Bonus Track
1. 噂

## Disc.3『Series Of Dreams Tour Vol.1 1974-1979』（KAID-3）
- 2003年、自身の活動を3期に区切って各時期の楽曲を演奏するというシリーズ・ライブ『Series Of Dreams Tour』第一弾（デビュー～1979年まで）。

1. 吟遊詩人の唄
2. カーテン
3. きんぽうげ
4. 牙/タスク
5. メモリー・グラス
6. ダニーボーイに耳をふさいで
7. シネマ・クラブ
8. 感触(タッチ)
9. 男と女のいる舗道
10. 東京の一夜
11. 裏切りの街角
12. 嵐の季節
13. 氷のくちびる
14. ポップコーンをほおばって
15. 翼あるもの
16. HERO(ヒーローになる時、それは今)
17. 安奈
18. 最後の夜汽車

## Disc.4『Series Of Dreams Tour Vol.2 1979-1986』（KAID-4）
- 2003年、自身の活動を3期に区切って各時期の楽曲を演奏するというシリーズ・ライブ『Series Of Dreams Tour』第二弾（1979年～甲斐バンド解散まで）。

1. 三つ数えろ
2. ブライトン・ロック
3. フェアリー（完全犯罪）
4. 暁の終列車
5. シーズン
6. ビューティフル・エネルギー
7. BLUE LETTER
8. 街灯
9. メガロポリス・ノクターン
10. 地下室のメロディー
11. 港からやってきた女
12. 漂泊者（アウトロー）
13. 冷血（コールド・ブラッド）
14. 破れたハートを売り物に
15. 安奈（レゲエ・バージョン）
16. 観覧車'82
17. レイニー・ドライブ
18. ラヴ・マイナス・ゼロ

Bonus Track
1. セイ!ヤング21

## Disc.5『Series Of Dreams Tour Vol.3 1987-2003』（KAID-5）
- 2003年、自身の活動を3期に区切って各時期の楽曲を演奏するというシリーズ・ライブ『Series Of Dreams Tour』第三弾（ソロデビュー～現在まで）。

1. 電光石化BABY
2. レディ・イヴ
3. ハートをROCK
4. 渇いた街
5. 風吹く街角
6. 沖縄ベイ・ブルース
7. 満州娘
8. 「祭ばやしが聞こえる」のテーマ
9. 八月の濡れた砂
10. Love is NO.1
11. 激愛-パッション-
12. 幻惑されて
13. 絶対・愛
14. 風の中の火のように
15. レイン
16. ラヴ・ジャック
17. イエロー・キャブ
18. 嵐の明日

Bonus Track
1. ミッドナイト・プラスワン
2. 雪列車

## Disc.6『東京キネマ倶楽部 LIVE/松藤×甲斐』（KAID-6）
- 2003年6月1日、『東京キネマ倶楽部』で開催された甲斐バンドのドラマー松藤英男とのユニット松藤×甲斐によるライヴの模様を収録。

1. かなしみがすきとおるまで
2. ダイヤル4を廻せ
3. 一日の終り
4. 汽笛の響き
5. バランタインの日々
6. ユエの流れ
7. -サスライ-
8. ビューティフル・エネルギー
9. メガロポリス・ノクターン
10. レイニー・ドライヴ
11. きんぽうげ
12. 花、太陽、雨
13. 憧憬Love Dayz
14. あいのもえさし
15. April Song（ぬるい時間の河を泳いで）
16. 破れたハートを売り物に
17. 安奈